# ThreadWeaver
ThreadWeaver es un sistema de bibliotecas desarrollado inicialmente para la compilación de software de KDE 4 y más tarde refactorizado para KDE Frameworks 5.
ThreadWeaver permite a los desarrolladores tomar ventaja de los procesadores multi-core y multithreading. En ThreadWeaver la carga de trabajo se divide en trabajos individuales, después la relación entre puestos de trabajo (acerca de qué orden deben ser completados o que tiene una prioridad más alta); a partir de eso ThreadWeaver deba funcionar de la forma más eficiente de ejecutar. Krita ha implementado un filtro visual de vistas previas de uso de ThreadWeaver para prevenir bloqueos en la GUI.